# Place Loulou-Gasté
La place Loulou-Gasté est une voie située dans le quartier de la Plaine-de-Monceaux du 17e arrondissement de Paris.

## Situation et accès

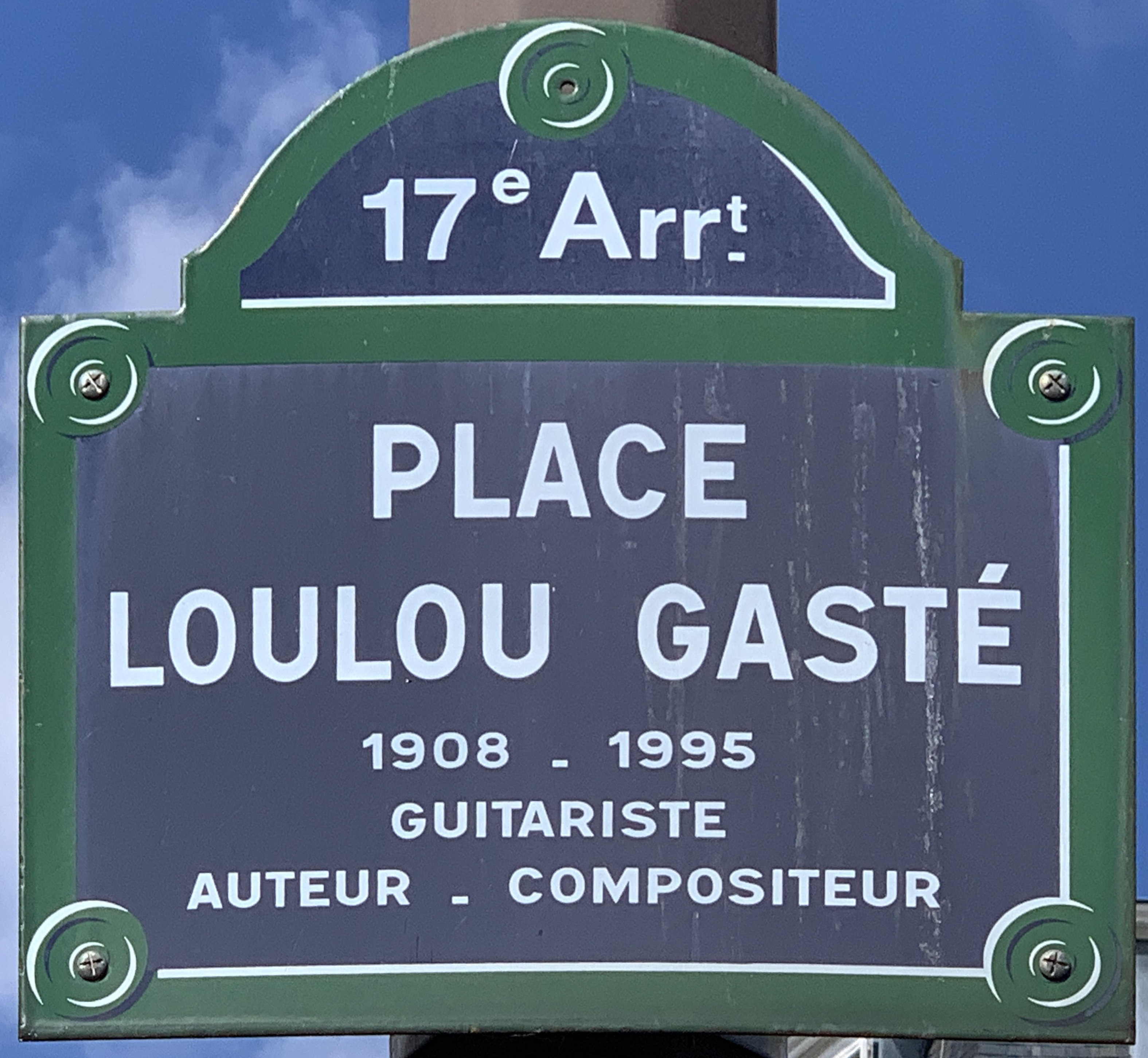
Plaque de la place.

La place est située au carrefour de la rue Alfred-Roll, de la rue Verniquet, du boulevard Pereire, de la rue Philibert-Delorme et de la rue Alphonse-de-Neuville.
La place Loulou-Gasté est desservie par la ligne 3 à la station Pereire.

## Origine du nom

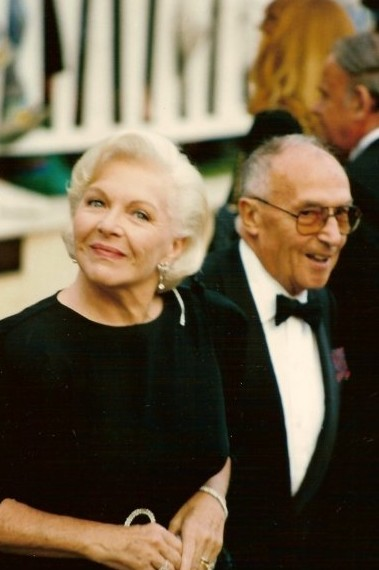
Loulou Gasté et Line Renaud en 1990.

Elle porte le nom de Loulou Gasté (1908-1995), compositeur et mari de Line Renaud, né dans l'arrondissement.

## Historique
La place est créée et prend sa dénomination actuelle en 2005 sur l'emprise des voies qui la bordent.
Elle est inaugurée le vendredi 1er juillet 2005, en présence de Line Renaud, de Johnny Hallyday, de Charles Aznavour, de Bertrand Delanoë, maire de Paris, et de Jacques Chirac, président de la République.

## Bâtiments remarquables et lieux de mémoire
- Statue de l'ingénieur Eugène Flachat (1802-1873) par Alfred Boucher (1897).
- L'ancienne gare de Courcelles détruite au début des années 1950 était située au nord de la place à l'entrée des rues Philibert-Delorme et Verniquet.

Ancienne gare de Courcelles-Ceinture
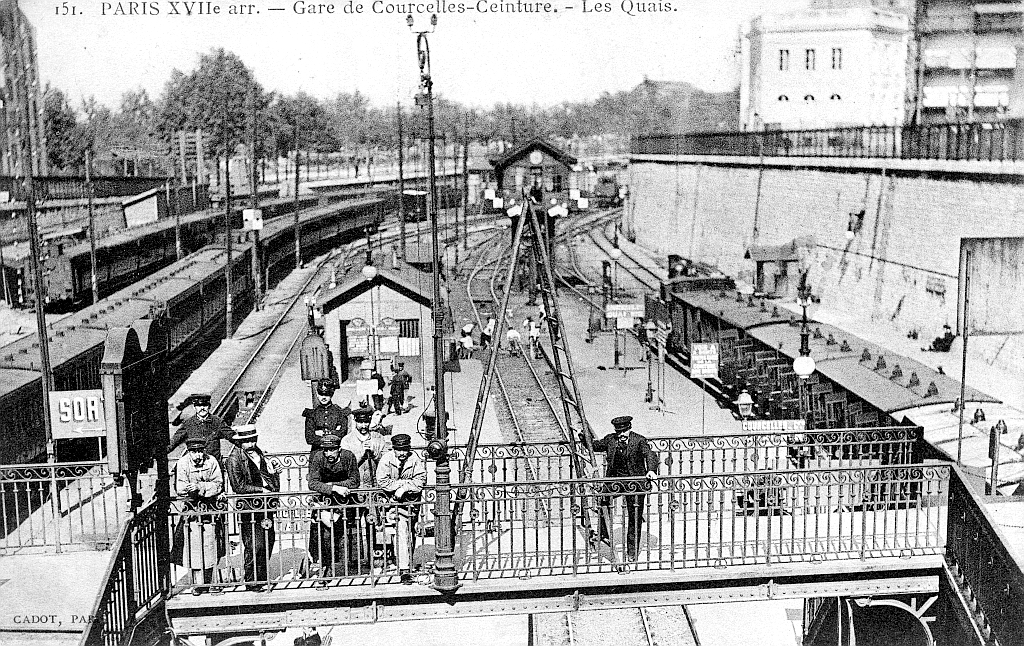
Gare de Courcelles-Ceinture vers 1900.
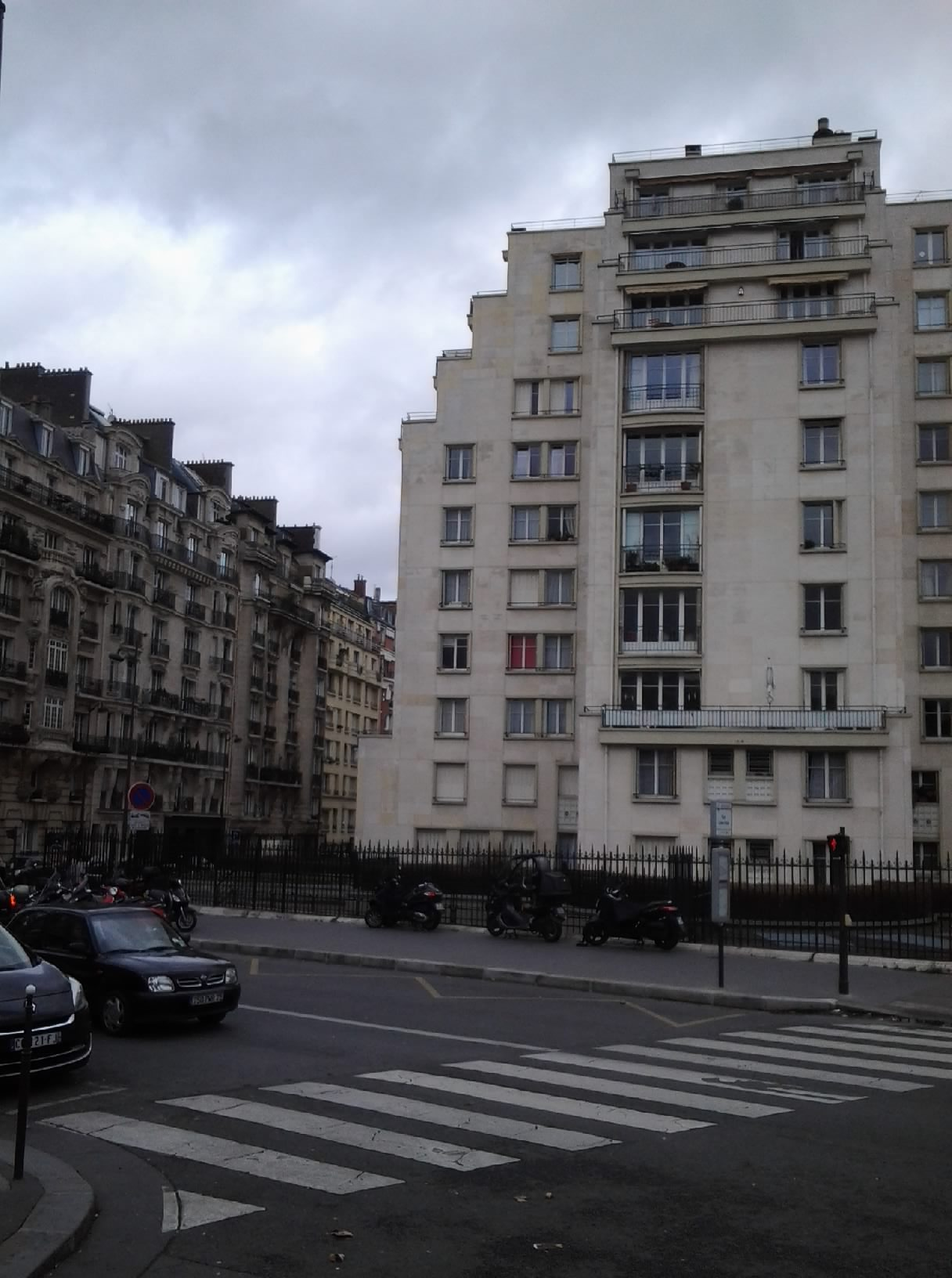
Emplacement de l'ancienne gare de Courcelles-Ceinture.